# Kenny Rupp
Kenneth H. „Kenny“ Rupp (* um 1940; † vor November 2021) war ein US-amerikanischer Jazzmusiker (Posaune, auch Bassposaune, Flügelhorn, Tuba).

## Leben und Wirken
Rupp studierte an der Manhattan School of Music in New York, wo er einen Bachelorabschluss und einen Master of Music erwarb. Ab 1960 spielte er bei Maynard Ferguson, mit dessen Bigband er u. a. auf dem Newport Jazz Festival auftrat und an mehreren Alben mitwirkte, wie Let’s Face the Music and Dance (1961) und Color Him Wild (1964) sowie Fergusons Alben mit der Sängerin Chris Connor, Two’s Company und Double Exposure (1961). Des Weiteren spielte er in Sinfonieorchestern, Kammerensembles, Broadway-Pit-Bands und war als Begleitmusiker von Sängern wie Frank Sinatra, Tony Bennett, Ella Fitzgerald, Lena Horne und Sarah Vaughan tätig.
Von 1964 bis 1967 hielt Rupp sich in Schweden auf, wo er als Satzführer in der Bigband von Putte Wickman und im Swedish Radio Studio Orchestra, das von Harry Arnold geleitet wurde, wirkte. Er ist auch an Aufnahmen von Orchestern und Ensembles von Harry Arnold, Bengt Hallberg, Bengt-Arne Wallin, Georg Riedel, Eje Thelin und der Emanons Storband (mit George Russell) sowie von Monica Zetterlund beteiligt.
Nach seiner Rückkehr in die USA gehörte Rupp der Bigband von Duke Pearson an. Er spielte ab 1986 im Toshiko Akiyoshi Jazz Orchestra, ferner bei Woody Herman and His Orchestra, im Thad Jones/Mel Lewis Orchestra, bei Clark Terry und mit Vince Giordanos Nighthawks (jedoch ohne an Aufnahmen beteiligt zu sein). Zwischen 2000 und 2001 gehörte er zur Band des Klarinettisten Jim Cullum, mit der auch ein Album entstand. Im Bereich des Jazz war er laut Tom Lord zwischen 1960 und 2005 an 70 Aufnahmesessions beteiligt.
Rupp, dessen Spielweise durch Jack Teagarden beeinflusst ist, galt als Musician’s musician, und war bekannt für die Qualität seiner Tonbildung.